# Edward Brooker

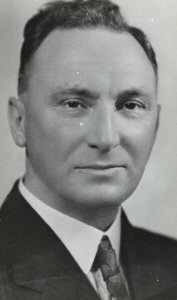
Edward Brooker

William Edward „Ted“ Brooker (* 4. Januar 1891 in Kilburn, London, England; † 18. Juni 1948 in Hobart, Tasmanien) war ein australischer Politiker der Australian Labor Party (ALP), der zwischen 1947 und 1948 kurzzeitig Premierminister von Tasmanien war.

## Leben
Brooker wurde als Kandidat der Australian Labor Party am 9. Juni 1934 im Wahlkreis Franklin erstmals zum Mitglied des Repräsentantenhauses (Tasmanian House of Assembly), dem Unterhaus des tasmanischen Parlaments, gewählt und gehörte diesem bis zu seinem Tod am 18. Juni 1948 an. Während seiner Parlamentszugehörigkeit war er von 1936 bis 1939 Parlamentarischer Geschäftsführer der regierenden Labor-Fraktion (Government Whip).
Am 7. Juli 1939 wurde er von Premierminister Edmund Dwyer-Gray als Verkehrsminister (Minister for Transport) erstmals in eine Regierung des Bundesstaates berufen und übte dieses Amt auch unter Dwyer-Grays Nachfolger Robert Cosgrove bis zum 30. November 1942 aus. Zugleich fungierte er zwischen dem 7. Juli 1939 und dem 30. November 1943 auch als Chefsekretär der Regierung. Gleichzeitig übernahm er vom 19. Januar 1942 bis zum 30. November 1943 das Amt des Ministers zur Kontrolle des Tourismusministeriums (Minister Controlling the Tourist Department) und war danach vom 30. November 1943 bis zum 16. Dezember 1947 Minister für Ländereien und öffentliche Arbeiten (Minister for Lands and Works) sowie nach Ende des Zweiten Weltkrieges vom 9. Dezember 1946 bis zum 18. Dezember 1947 Wiederaufbauminister (Minister für Post-War Reconstruction).
Nachdem es im Dezember 1947 zu einer Anklage wegen Bestechung und Korruption gegen Premierminister Cosgrove gekommen war, legte dieser am 18. Dezember 1947 sein Amt als Premierminister nieder, woraufhin Brooker das Amt vorübergehend übernahm. Im Februar 1948 war das Klageverfahren bereits abgeschlossen und die Vorwürfe gegen Cosgrove zurückgewiesen, so dass Cosgrove von Brooker am 25. Februar 1948 wieder das Amt des Premierministers übernahm. 
Gleichzeitig bekleidete Brooker vom 19. Dezember 1947 bis zu seinem Tod am 18. Juni 1948 das Amt des Finanzministers (Treasurer) sowie vom 25. Februar 1948 bis zu seinem Tod auch erneut das Amt des Verkehrsministers.
Nach ihm wurde der Brooker Highway (National 1) benannt, eine ab 1961 gebaute Fernstraße zwischen Hobart und Granton.

## Hintergrundliteratur
- Peter Brooker: The Long Road, 1998